# تونی باتلر (بازیکن فوتبال)
تونی باتلر (انگلیسی: Tony Butler; ۲۸ سپتامبر ۱۹۷۲ – ) بازیکن فوتبال اهل بریتانیا بود.
از باشگاه‌هایی که در آن بازی کرده‌است می‌توان به باشگاه فوتبال وست برومویچ آلبیون، باشگاه فوتبال نیوپورت کانتی، باشگاه فوتبال گیلینگام، باشگاه فوتبال بلکپول، باشگاه فوتبال آلفرتون تاون، باشگاه فوتبال بریستول سیتی، باشگاه فوتبال فارست گرین راورز، و باشگاه فوتبال پورت ویل اشاره کرد.